# 20480 Antonschraut
20480 Antonschraut este un asteroid din centura principală de asteroizi.

## Descriere
20480 Antonschraut este un asteroid din centura principală de asteroizi. A fost descoperit pe 14 iulie 1999 la Socorro, New Mexico, în cadrul proiectului LINEAR. Asteroidul prezintă o orbită caracterizată de o semiaxă mare de 2,42 ua, o excentricitate de 0,19 și o înclinație de 1,6° în raport cu ecliptica.